# Historia de Hawái

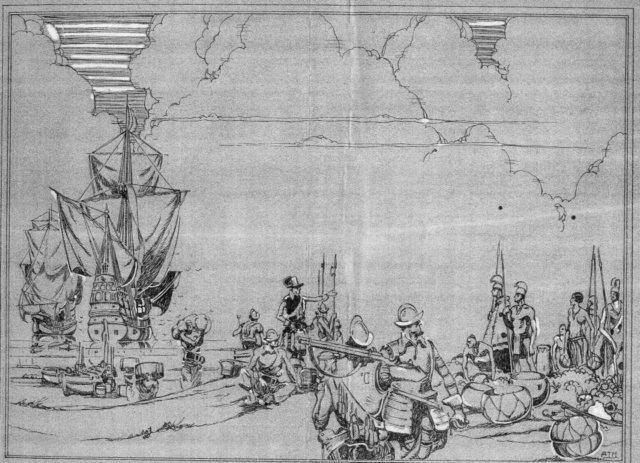
Desembarco de españoles en una obra de los años 1920 de Arman Manookian, Honolulu Academy of Arts.

La historia de Hawái incluye las fases del primer asentamiento humano polinesio en el Archipiélago de Hawái, el descubrimiento europeo en la Edad Moderna, la inmigración euro-estadounidense y asiática, el derrocamiento de la monarquía hawaiana, un breve periodo de existencia como república y la admisión en los Estados Unidos como territorio y luego como estado.

## Poblamiento polinesio
La primera colonización de Hawái se produjo desde islas situadas en el Pacífico Sur, muy probablemente entre el siglo IV y VI, desde las Marquesas, con una segunda ola de migración desde Raiatea y Bora Bora en el siglo XI. Las narraciones populares sobre Pa'ao hablan de otra migración  de Tahití. Los polinesios hawaianos desarrollaron un complejo entramado social basado en un sistema de castas, regido por un amplio conjunto de tabúes de tipo religioso y social, conocidos como «sistema kapu». La historia de las islas se caracterizó por un crecimiento lento pero constante de la población y el tamaño de los cacicazgos, que se extendieron hasta abarcar todas las islas del archipiélago hawaiano. Jefes locales gobernaban sus asentamientos y mantenían alianzas entre sí, conflictos y guerras por el predominio.

## Llegada de los europeos

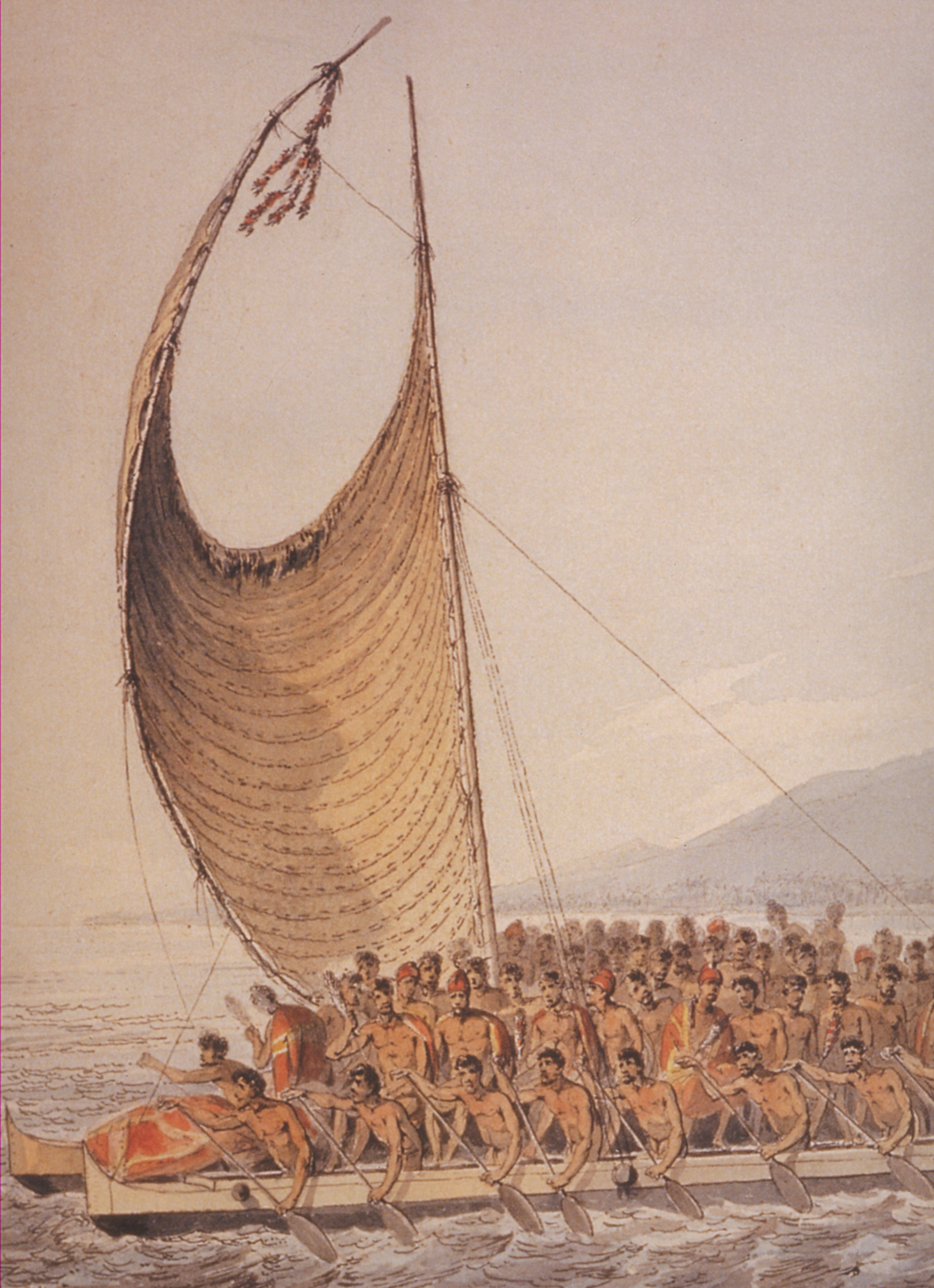
El rey Kalaniʻōpuʻu recibe a James Cook. Acuarela de John Webber, artista a bordo del barco de Cook.

Hay diferentes versiones sobre los primeros europeos que llegaron a Hawái. La más documentada es que el explorador inglés James Cook fue el primer europeo en llegar a las islas en el año 1778. Sin embargo, según varios historiadores, es posible que miembros de la expedición española de Ruy López de Villalobos lo hicieran dos siglos antes, en 1555. Existen mapas españoles de la época que muestran unas islas en la latitud de Hawái, pero en una longitud 10 grados más al este. En el manuscrito, la Isla de Maui aparece como «La Desgraciada», y la Isla de Hawái aparece como «La Mesa». Otras islas, muy parecidas a Kahoʻolawe, Lānaʻi, y Molokaʻi aparecen con el nombre de «Los Monjes».
La presencia hispana a fines del siglo XVIII está suficientemente acreditada: por ejemplo Francisco de Paula y Marín vivió en Hawái desde 1793  hasta su muerte en 1837 y sin ser médico, ejercía como una suerte de médico de la aristocracia hawáiana con la que se emparentó, por esto la dinastía de los Kamehameha podía declarar que tenía linajes hispanos. En efecto, F. de Paula y Marín dejó además algunas palabras españolas  en el idioma local que aún se pueden escuchar allí.
Pese a lo anterior, España nunca hizo reclamación oficial de estas islas. Por otra parte y bastante después, el 18 de enero de 1778  James Cook y su tripulación, al tratar de descubrir el casi legendario Paso del Noroeste entre Alaska y Asia, se sorprendieron al encontrar estas altas islas en el Pacífico Norte. Cook las llamó  Islas Sandwich, debido a la ayuda que le prestara el entonces primer lord del Almirantazgo  británico John Montagu, cuarto conde de Sándwich.
El archipiélago de Hawái permaneció durante muchos siglos dividido entre pequeños clanes que regían una o más islas, y solo en 1810 quedó unido bajo un solo gobernante, el caudillo Kamehameha I de la Isla de Hawái. Cuando Cook llegó fortuitamente a las Hawái, en el último cuarto del siglo XVIII, el rey Kamehameha I, que pasaría a la historia con el nombre de Kamehameha El Grande, había comenzado su gradual ascenso al poder. Tras una serie de batallas que terminaron en 1795 y la cesión pacífica de la isla de Kauaʻi en 1810, las Islas Hawái se unificaron por primera vez bajo el mando de un único gobernante. Kamehameha I, fallecido en 1819, fundó la casa de Kamehameha, la dinastía reinante hasta 1872.
Hasta 1816, los jefes de las distintas islas se consideraban a sí mismos bajo la protección británica y por ello en las islas flameaba la Union Jack (Torrotito del Reino UNido). Del mismo modo la monarquía unificadora adoptó una bandera similar a la utilizada hoy por el estado estadounidense de Hawái, con la Union Jack en el cantón de la parte superior junto al asta, y ocho franjas horizontales alternas desde la parte superior blanco, rojo y azul en representación de las ocho islas principales de Hawái. Sin embargo, tras la expedición rusa del capitán Otto von Kotzebue, el soberano de Kauaʻi, Kaumualiʻi, aunque vasallo del rey Hawáiano Kamehameha I, aceptó el protectorado de Rusia (1818), a instancias del empresario ruso-alemán Georg Schaeffer. Este consideraba que un dominio ruso sobre las islas Hawái permitiría rentabilizar la colonia rusa de Alaska y expandir sus actividades comerciales por el Océano Pacífico. Sin embargo la negativa del mismo zar ruso Alejandro I a admitir la validez del tratado acabó con tal intento.
En mayo de 1819, el rey Kamehameha II (Liholiho) ascendió al trono. Bajo intensa presión de sus compañeros y de su regente y madrastra Kaʻahumanu, el rey Kamehameha abolió el sistema de la kapu (similar al tabú) que había regido la vida en las islas. Esto se pone de relieve en cambios revolucionarios como la aparente formalidad de sentarse a comer Kamehameha II con Kaʻahumanu y otras mujeres de todo rango, acto que hasta entonces constituía una violación del kapu (tabú). El sistema religioso (véase ʻAi Noa) prohibía comer junto con mujeres. Como reacción, Kekuaokalani, primo de Kamehameha que fue originalmente designado a compartir el poder con éste, organizó la resistencia de los grupos conservadores que había dentro de los clanes favorables al mantenimiento del sistema kapu. Estos disidentes fueron derrotadas por Ka'ahumanu y LihoLiho en diciembre de 1819.
En 1820, llegó al archipiélago un grupo misionero congregacionalista (el American Board of Commissioners for Foreign Missions, ABCFM) procedente de Nueva Inglaterra. Fueron recibidos oficialmente por Kamehameha II, que les otorgó un año de permiso limitado para hacer proselitismo. En pocos años, algunos de los jefes de más alto rango se convirtieron al congregacionalismo protestante, incluidos los soberanos o regentes Kaʻahumanu, Keōpūolani y Hewahewa, que concedieron el permiso permanente para las actividades de la misión congregacionalista. Los plebeyos rápidamente siguieron el ejemplo de sus dirigentes y se convirtieron masivamente al cristianismo protestante, de modo que Hawái se transformó en una nación decididamente cristiana.
En 1839 el nuevo rey, Kamehameha III proclamó un edicto hawaiano de Declaración de Derechos, y en 1840 se promulgó la Constitución de las Islas de Hawái. Las Hawái habían evolucionado desde un sistema de gobierno propio de monarquía absoluta hacia una monarquía constitucional, gracias al contacto con los comerciantes europeos y la necesidad de imponer la autoridad real permitiendo cierto grado de libertad a los jefes de los clanes. La Constitución dividió los poderes de gobierno, estableciendo un poder legislativo, un poder judicial y un poder ejecutivo. El monarca (ya fuera rey o reina) se convirtió en el jefe del ejecutivo y jefe de estado. Las leyes de Hawái —reflejos de una élite muy influida por los misioneros cristianos— con frecuencia entraron en graves conflictos con muchos residentes occidentales y visitantes que preferían el sistema del antiguo régimen de Kamehameha I, muy liberal con las bebidas alcohólicas y las relaciones promiscuas dentro del bullicio del intercambio comercial.
El nuevo estatuto hawaiano impuso a los residentes extranjeros un cambio en la tenencia de la tierra. Anteriormente la tenencia de la tierra se obtenía de acuerdo a la voluntad de los jefes de cada clan, y podía ocuparse informalmente, al extremo que los no residentes deseaban ocupar las tierras con el pago de tasas bajas o ninguna tasa. Los jefes tribales solían aceptar las pretensiones de los extranjeros a cambio de diversos tipos de ayuda (desde la compra de armas de fuego hasta la provisión de alcohol y tabaco), lo que intensificó más el conflicto entre el gobierno central hawaiano, de un lado, y los jefes tribales y su clientela, del otro. Por las reformas de Kamehameha II, los occidentales podrían comprar tierras y estaban obligados a registrarlas catastralmente. A esto se le llamó la Gran Mahele (división de tierras) y fue estatuida como ley el 7 de marzo de 1848 por el rey Kamehameha III (llamado también Kauikeaouli), hijo de Kamehameha I. Simultáneamente, el reino hawaiano aprovechó la pugna colonial entre Francia y Reino Unido para asegurar su independencia, y contó con el apoyo de Estados Unidos, que necesitaba de un país independiente en la zona para mantener la seguridad de su comercio en el Pacífico.
El incidente más grave se produjo cuando Lord George Paulet, capitán de la fragata HMS Carysfort de la Royal Navy, entró en la bahía de Honolulú y capturó la fortaleza Honolulu, ganando de manera efectiva el control de la ciudad, el 10 de febrero de 1843. Paulet exigió la abdicación del Rey Kamehameha III y la cesión de Hawái a la Corona británica. Por la fuerza, Kamehameha fue cesado en sus funciones, pero presentó una protesta oficial ante el Gobierno británico y el superior de Paulet, el Almirante Richard Thomas. Thomas repudió las acciones de Paulet, y el 31 de julio de 1843 restableció la monarquía y gobiernos hawáianos. En su discurso de la restauración, declaró como "Kamehameha" Ua Mau ke Ea o ka ʻĀina i ka Pono "(La vida de la tierra se perpetúa en la justicia), lema del futuro Estado de Hawái.
La influencia de los misioneros protestantes sobre la aristocracia hawaiana motivó que los misioneros católicos llegados desde 1840, mayormente franceses, fueran recibidos primero con indiferencia y luego con abierta hostilidad, al punto de ordenarse su expulsión y la persecución de los hawaianos que les defendieran. Tal política fue el pretexto para que el 25 de agosto de 1849 el capitán francés Louis Tromelin, al mando de una corbeta y de una fragata de guerra, atacase Honolulú con 140 soldados, tomase las fortificaciones de la ciudad, y lanzara a sus hombres al saqueo de los edificios públicos de la capital. Tras quejas del Reino Unido de Gran Bretaña e Irlanda y de los Estados Unidos, y con la desautorización del gobierno francés, Tromelin abandonó Honolulu el 5 de setiembre de 1849. Tras este incidente, el gobierno hawaiano fortaleció sus alianzas diplomáticas con británicos y estadounidenses pero cesaron las amenazas contra las misiones católicas.
El 18 de marzo de 1874 Hawái firmó un tratado con los Estados Unidos por el cual se le daba el derecho de comercio en concesión exclusiva a los estadounidenses. Fue el Tratado de Reciprocidad de 1875 entre el Reino de Hawái y Estados Unidos para permitir la importación, libre de impuestos, de azúcar de caña de Hawái hacia Estados Unidos a partir de 1876. Este acto alteró drásticamente el paisaje hawaiano mediante la promoción de la agricultura de plantaciones de caña de azúcar. El tratado incluyó también la importación, libre de impuestos, de arroz hawaiano. Los nuevos cultivos supusieron la afluencia masiva de inmigrantes procedentes de Asia (primero chinos, japoneses más tarde e incluso europeos del sur), mano de obra barata, necesaria para facilitar el cultivo e industrialización de la caña de azúcar, y también la expansión del cultivo de arroz y la consecuente casi desaparición de los tradicionales cultivos del taro en las zonas húmedas de las islas (las lo'i) provocando impactos económicos, sociales y culturales de largo alcance. 
- La cultura de caña de azúcar y la agricultura de plantaciones fue ampliada enormemente.
- Se exigió un alto requisito de agua dulce para el cultivo de la caña de azúcar, implicando enormes obras de desvío de los arroyos de las laderas húmedas de barlovento a las zonas secas de las tierras bajas.
- La llegada de inmigrantes asiáticos fue alentada para trabajar en las plantaciones (pronto los inmigrantes superarían numéricamente a la población nativa).
- El taro, alimento básico y tradicional de Hawái, fue sustituido por el arroz, para satisfacer el creciente mercado local constituido por los inmigrantes.

## Crisis política
Hasta la anexión en 1898, Hawái fue un estado independiente, reconocido por Alemania, Estados Unidos, Francia, Reino Unido de Gran Bretaña e Irlanda y Rusia, con intercambio de embajadores. Sin embargo, había algunos desafíos a los gobernadores reinantes en Hawái durante el periodo de transición del reino independiente a la llamada "república".
En 1887 un grupo de funcionarios y asesores del gabinete del Rey David Kalākaua y una milicia armada obligaron al rey a promulgar lo que se conoce por sus críticos como la "Constitución Bayoneta". El impulso tras de la imposición de la Constitución de 1887 fue la frustración de los miembros del Partido Reformista (conocido también como el Partido Misionero), con el aumento de la deuda del Reino, los hábitos de gasto del Rey, y el gobierno general del Reino. La Constitución de 1887 despojó a la monarquía de gran parte de su autoridad, supuso imponer cuotas de ingresos y bienes necesarios para participar en las votaciones, y dejó a los migrantes asiáticos completamente privados de votar. Con ello, sólo los residentes europeos, estadounidenses y los nativos hawaianos tuvieron plenos derechos de voto. Cuando Kalākaua murió en 1891, su hermana Liliʻuokalani asumió el trono. Con tibio apoyo de los hawaianos nativos de Hawái y otros ciudadanos, Liliʻuokalani redactó una nueva constitución que restableció la autoridad de la monarquía y reducía los beneficios que estadounidenses y europeos habían obtenido en 1887 de Kalākaua.
En respuesta a Liliʻuokalani en su intento de promulgar una nueva Constitución, un grupo de residentes europeos y estadounidenses en Hawái formaron un "Comité de Seguridad" el 14 de enero de 1893, en oposición a la Reina y sus planes. Después de una reunión masiva de seguidores, el Comité se comprometió a la eliminación de la monarquía, y la búsqueda de la anexión a los Estados Unidos.
El Ministro de Gobierno de los Estados Unidos John L. Stevens, citando preocupaciones sobre posibles amenazas a los civiles y bienes de EE.UU., preparó una compañía de infantería de marina del buque USS Boston y dos compañías de marines para desembarcar en el Reino y tomar posiciones en la Legación y el Consulado de EE.UU. en la tarde del 16 de enero de 1893.
El historiador William Russ, dijo que: "el mandato judicial para impedir que la lucha contra cualquier tipo de hecho que sea imposible que la monarquía para protegerse a sí misma". Russ también afirma que el Teniente Comandante WT Swinburne, oficial ejecutivo del USS Boston y el oficial superior en tierra ", mantiene firmemente que Wiltse había aterrizado a las fuerzas estadounidenses para proteger la propiedad, y que si la Reina hubiera solicitado asistencia, la habría recibido".
Además de la amenaza de la pérdida de sufragio para los ciudadanos europeos y estadounidenses de Hawái, los intereses de las empresas en el Reino estaban preocupados por la supresión de los aranceles extranjeros en el comercio de azúcar de EE.UU. debido a las leyes de comercio internacional propugnadas por el senador estadounidense William McKinley, que podían eliminar de manera efectiva todo trato favorable a los productos hawaianos previstos en el Tratado de Reciprocidad), y consideró la posibilidad de la anexión a Estados Unidos (y disfrutar del mismo azúcar y riquezas como los productores nacionales) como un efecto secundario de acceder a poner fin a la monarquía.
Se creó un gobierno provisional con el firme apoyo del grupo de los Honolulu Rifles, un grupo de milicianos que habían defendido el Reino contra la rebelión en 1889 [cita requerida].
En virtud de esta presión, Liliʻuokalani renunció a su trono en favor del Comité de Seguridad, el 17 de enero de 1893, pero en su última declaración también abogó por la justicia:
Yo Liliʻuokalani, por la gracia de Dios y en virtud de la Constitución del Reino de Hawái, Reina, formulo solemnemente protesta contra todo y cada uno de los actos realizados en contra de mí misma y el Gobierno Constitucional del Reino de Hawái por ciertas personas que afirman haber establecido un Gobierno provisional de y para este Reino.
Que me entregó a la fuerza superior de los Estados Unidos de América cuyo Ministro Plenipotenciario Su Excelencia John L. Stevens, ha enviado tropas de los Estados Unidos que atracaron en Honolulú y declaró que apoyaría el Gobierno provisional.
Ahora para evitar cualquier choque de fuerzas armadas, y quizás la pérdida de vidas, hago esto bajo protesta e impulsada por la fuerza de mi autoridad, fijando mi rendición hasta el momento en que el Gobierno de los Estados Unidos, a los hechos que se le presenta, deshaga la acción de sus representantes y restablezca la autoridad en mí que me reclaman como la Soberana Constitucional de las Islas Hawái.
Una investigación inmediata sobre los acontecimientos del derrocamiento de la reina, fue encargado por el Presidente Cleveland y se llevó a cabo por el excongresista James Henderson Blount. El Informe Blount se terminó el 17 de julio de 1893 y llegó a la conclusión de que "los Estados Unidos concluyen que representantes diplomáticos y militares habían abusado de su autoridad y son responsables de los cambios en el gobierno."
El Ministro Stevens se recordó, y el comandante militar de las fuerzas en Hawaiʻi que estaba obligado a dimitir de su comisión. Presidente Cleveland declaró "sustanciales mal ha sido, pues, hacer que una debida consideración de carácter nacional, así como los derechos de las personas heridas exige que debe esforzarse en reparar la monarquía". Cleveland declaró además en su discurso del Estado de la Unión de 1893 y que, "el momento de los hechos desarrollados me parecía la única honorables supuesto para nuestro Gobierno es perseguir a deshacer el mal que se ha hecho por nosotros y las que representan a restablecer en la medida de lo posible la situación existente en el momento de nuestra fuerza de intervención ". Someter el asunto al Congreso el 18 de diciembre de 1893, después de que el Presidente Sanford Ballard Dole se negó a reincorporar a la Reina en el Comando Cleveland, el Comité de Relaciones Exteriores del Senado, presidido por Morgan, en la continuación de las investigaciones sobre la cuestión.
El 26 de febrero de 1894, el Informe Morgan se presentó, lo que contradice el Informe Blount y encontrar a Stevens y las tropas de los EE.UU. "no culpables" de toda participación en el derrocamiento. El informe afirma que, "La queja por Liliʻuokalani en la protesta que le envió al Presidente de los Estados Unidos y de fecha el 18 de enero, no es, en opinión de la comisión, bien fundada, de hecho o de la justicia." Después de la presentación de la Informe Morgan, Cleveland optó por no dar curso al asunto y realizó relaciones diplomáticas normales con el Gobierno provisional y más tarde, la República de Hawaiʻi He rechazado más ruegos de la Reina, además de intervenir en el asunto. Sin embargo, el 23 de noviembre de 1993 fue promulgada la (Ley Pública de Estados Unidos 103-150), una resolución de petición de disculpas aprobada por el Congreso de Estados Unidos (S.J.Res.19), propuesta por los senadores de Hawái Daniel Akaka y Daniel Inouye, que reconoce que el derrocamiento del Reino de Hawái se produjo con la participación activa de agentes y ciudadanos de los Estados Unidos.
La República de Hawái se estableció el 4 de julio de 1894 bajo la presidencia de Sanford Ballard Dole.
En 1895, una rebelión dirigida por el fracasado Robert Wilcox trataron de derrocar la República de Hawái, y condujo a la condena y el encarcelamiento de la ex Reina Liliʻuokalani.

## Anexión
En 1896, William McKinley sucedió a Cleveland como presidente. Dos años más tarde, se firmó la Resolución Newlands, que prevé la anexión oficial de Hawaiʻi el 7 de julio de 1898 y se convirtió oficialmente en las islas Territorio de Hawái, Estados Unidos, el 22 de febrero de 1900.
El derrocamiento del Reino de Hawái y la posterior anexión de Hawái recientemente se ha citado como el primer gran ejemplo de  imperialismo estadounidense.

## Territorio estadounidense
La Asamblea Legislativa territorial se convocó por primera vez el 20 de febrero de 1901.
Un ataque a Pearl Harbor el 7 de diciembre de 1941 por el Imperio de Japón fue el detonante para la entrada de los Estados Unidos en la Segunda Guerra Mundial. Hasta ese momento, la mayoría de los estadounidenses nunca había oído hablar de Pearl Harbor, a pesar de su importancia para la Armada de los Estados Unidos

## Estatalidad
El presidente Dwight D. Eisenhower firmó una carta el 18 de marzo de 1959 que permitía la estatalidad hawaiana. Hawái se convirtió oficialmente en el 50° estado de la Unión el 21 de agosto de 1959 luego de una votación del 94% a favor de la estatalidad.
El Democratic Party se hizo una fuerza dominante en las políticas estatales apenas terminada la Segunda Guerra Mundial. Los demócratas han sido mayoría en las dos casas de la legislatura desde la proclamación del 18 de marzo de 1959 y han estado en el gobierno por 40 años, desde 1962 al 2002.

### Movimientos soberanistas modernos
Para algunos, la forma en que Hawái se convirtió en una posesión de los Estados Unidos ha sido una pequeña parte de su historia en los últimos años. Aunque los nativos hawaianos disolvieron sus partidos políticos anti-anexión y crearon el Home Rule Party of Hawaii para gobernar el territorio después de la anexión y lucharon por la estatalidad durante décadas, en las últimas ha habido pequeños movimientos étnicos soberanistas.
Hay una constante en las posiciones políticas dentro del movimiento por la soberanía, oscilando entre los partidarios de la Carta de Akaka (la cual goza del apoyo de muchos de los políticos hawaianos de los partidos Democráta y Republicano) hasta abogar por la separación de los Estados Unidos.
Con el apoyo de los senadores Daniel Inouye, de Estados Unidos, y Daniel Akaka, de Hawái, el Congreso aprobó la "Apology Resolution" (US Public Law 103-150), una resolución conjunta del Congreso de los Estados Unidos. La misma fue firmada por el presidente Bill Clinton el 23 de noviembre de 1993. Esta resolución pedía perdón "de parte del pueblo de los Estados Unidos a los nativos hawaianos por el derrocamiento del Reino de Hawái el 17 de enero de 1893, y por la privación del derecho a la autodeterminación del pueblo hawaiano."

La base histórica y real de la disculpa ha sido criticada por el erudito y abogado constitucional Bruce Fein, investigador y activista Kenneth Conklin y por el erudito hawaiano Rubellite K. Johnson (descendiente de Kamehameha el Grande y uno de los fundadores de los programas de Estudios Hawaianos en la Universidad de Hawái). La Sra. Johnson ha dicho públicamente que "..la mayor parte de la historia que se enseñaba en su antigua universidad y ahora utilizada para justificar la Carta Akaka es una 'tergiversación de la verdad.'"
El senador Akaka también es el autor de una carta que posiblemente extendería el reconocimiento federal a los nativos hawaianos como un grupo soberano similar a las tribus nativas americanas, proveyéndoles de un proceso de reorganización para la particular entidad gubernamental de los nativos, y reafirmando la especial relación política y legal entre los Estados Unidos y la entidad gubernamental de los nativos hawaianos con propósitos de continuar una relación de gobierno a gobierno. Los críticos sugieren que tales acciones no tienen precedentes y que las provisiones de la Carta Akaka otorgarían reconocimiento sin ninguna de las mismas calificaciones necesarias para el reconocimiento tribal. La "Carta Akaka" fue recientemente tratada en el Senado, sin embargo, una tendencia a votar la moción falló con 56 votos contra 41, 4 votos menos de lo necesario para ser aprobada.